# アリヤニ・フィトリアナ
アリヤニ・フィトリアナ・クルニアワン（Aryani Fitriana Kurniawan、1988年5月24日 - ）は、インドネシアの女優とモデルである。

## 経歴
リヤンは2002年開催の〔Gadis Sampul 2002〕にてファイナリストのトップ20となり、最優秀演技賞を獲得して自身のキャリアを開始させた。

## 出演

### TV
- オリビア / Olivia (2007年)
- ケポンポン / Kepompong (2008年)
- マワール・メラティ / Mawar Melati (2010年)
- ディア・アナック / Dia Anakku (2010年)
- ターザン・チャンティク / Tarzan Cantik (2014年)
- オラン・ケティガ / Orang Ketiga (2018年)
- イストリ・ケデュア / Istri Kedua (2020年)

## 参照
1. ↑  Kawanpuan.com. “Biodata Aryani Fitriana, Pesinetron Jebolan GADIS Sampul 2002”. 2023年4月3日時点のオリジナルよりアーカイブ。2023年4月3日閲覧。